# زمین‌لرزه دسامبر ۱۹۳۱ ژاپن
زمین‌لرزه ژاپن  در تاریخ ۲۱ سپتامبر ۱۹۳۱ میلادی، برابر با ‎۲۹ شهریور ۱۳۱۰، ساعت ۲:۲۰:۰۳ به زمان یوتی‌سی در ژاپن رخ داد. ژرفای این زلزله ۳۵ کیلومتر بود. بزرگی آن ۶٫۸ در مقیاس ریشتر اعلام شده‌است. زمین‌لرزه به وقت محلی در روز دوشنبه، ساعت ۱۱ روی داده و منطقه زمانی آن یوتی‌سی +۹ بوده‌است .
سازمان زمین‌شناسی آمریکا نیز جای این زمین‌لرزه را در مختصات ۳۶°۰۶′شمالی ۱۳۹°۱۲′شرقی / ۳۶٫۱°شمالی ۱۳۹٫۲°شرقی و بزرگی آنرا برابر با ۷ در مقیاس ریشتر اعلام کرده‌است. ژرفای گزارش شده از سوی این سازمان ۲۰ کیلومتر می‌باشد.
شمار کشتگان زلزله حدود ۱۶ نفر بوده‌است.تعداد زخمیان ۱۴۶ نفر برآورده شده‌است.